# Zendesk
Zendesk Inc. è una società statunitense di software CRM incentrata sull'assistenza clienti con sede a San Francisco, California. È una società quotata alla Borsa di New York con il simbolo ZEN ed è un componente dell'indice Russell 2000. Nel 2017, Zendesk aveva 2.000 dipendenti e serviva 119.000 clienti paganti in 150 paesi e territori.

## Storia
Zendesk fu fondata nel 2007 da Mikkel Svane, Morten Primdahl e Alexander Aghassipour, la quale avevano già avuto esperienza con i software CRM di assistenza clienti. La società fu avviata in un loft a Copenaghen, in Danimarca. A giugno 2008, ricevettero 500.000 dollari come capitale iniziale dall'investitore informale Christoph Janz. Nel 2009, ci fu un finanziamento di 6 milioni di dollari da parte di Charles River Ventures e Benchmark Capital, la quale permise all'azienda di trasferirsi a San Francisco. Ad aprile 2014, acquisì Zopim Technologies Pte Ltd, un fornitore di software di chat dal vivo con sede a Singapore, che alla fine diventerà Zopim Premium Live Chat. Con l'acquisizione di Zopim, la società è entrata nel mercato dei chat bot, tramite una collaborazione con Netomi e BotX0. A maggio 2014, Zendesk divenne una società quotata, debuttando con un prezzo IPO di $9 per azione.  Il 13 ottobre 2015, l'azienda acquisì per 45 milioni di dollari We Are Cloud SAS, il creatore del software BIME Analytics, la tecnologia che Zendesk attualmente utilizza per alimentare la sua piattaforma.